# 稲葉元吉
稲葉元吉（いなば もときち、1935年7月12日 - 2008年11月5日）は、日本の経営学者。
横浜市生まれ。1961年横浜国立大学経済学部卒、1963年東京大学経済学部卒、68年同大学院経済学研究科博士課程満期退学、横浜国立大学経営学部専任講師、69年助教授、1981年教授、91年学部長、98年定年退官、名誉教授、成城大学教授、2008年退任。英和エステート代表取締役社長。

## 著書
- 『経営行動論』丸善 1979
- 『現代経営学の基礎』実教出版 1990
- 『コーポレート・ダイナミックス』白桃書房 2000
- 『組織論の日本的展開 サイモン理論を基軸として』山倉健嗣編 中央経済社 2010

### 共編著
- 『現代の経営組織』大森賢二共著 春秋社 現代経営学 1983
- 『現代経営学の構築』編著 同文館出版 1994
- 『グローバル社会とビジネス これからの社会の生き方』共著 実教出版 2001
- 『NPOと経営学』奥林康司,貫隆夫共編著 中央経済社 経営学のフロンティア 2002
- 『社会の中の企業』編著 八千代出版 現代経営学講座 2002
- 『環境問題と経営学』貫隆夫, 奥林康司共編著 中央経済社 経営学のフロンティア 2003
- 『情報技術革新と経営学』貫隆夫,奥林康司共編著 中央経済社 経営学のフロンティア 2004
- 『企業の組織』編著 八千代出版 現代経営学講座 2005
- 『現代経営行動論』山倉健嗣共編著 白桃書房 2007

### 翻訳
- H.A.サイモン『システムの科学』倉井武夫,矢矧晴一郎共訳 ダイヤモンド社 1969
  - 『システムの科学 新訳版』吉原英樹共訳 ダイヤモンド社 1977
- ロバート・N.アンソニー, ジェームズ・S.ヘキミアン『オペレーションの原価管理』吉田彰共訳 東洋経済新報社 オペレーションズ・マネジメント・シリーズ 1970
- ハーバート・A.サイモン『意思決定の科学』倉井武夫共訳 産業能率大学出版部 1979
- エドガー・H.シャイン『新しい人間管理と問題解決 プロセス・コンサルテーションが組織を変える』岩崎靖,稲葉祐之共訳 産能大学出版部 1993
- E.H.シャイン『プロセス・コンサルテーション 援助関係を築くこと』尾川丈一共訳 白桃書房 2002
- エドガー・H.シャイン, ピーター・S.ディリシー, ポール・J.カンパス, マイケル・M.ソンダック『DECの興亡 IT先端企業の栄光と挫折』尾川丈一共監訳 亀田ブックサービス 2007